# Kasteel van Commarque
Het Kasteel van Commarque is een kasteel gelegen in het Franse Dordogne tussen Sarlat en Les Eyzies, geclassificeerd, te bezoeken, gebouwd op een rots in de Beune-vallei. De site is een middeleeuws castrum dat binnen een omheining een kasteel, een kapel en adellijke huizen samenbrengt. De grot van Commarque bevindt zich beneden, direct boven de donjon.
Het kijkt uit op het kasteel van Laussel, gelegen aan de andere oever van de Beune, dat in de middeleeuwen werd bewoond door de Engelsen.
De toegang tot het kasteel is via een stenig pad en vervolgens via een pad van ongeveer 600 m door het bos. Deze toegang is zo moeilijk toegankelijk dat het de naam "Forgotten Fortress" krijgt.
Het is bij decreet van 2 september 1943 geclassificeerd als historisch monument.